# Marsdenia torsiva
Marsdenia torsiva är en oleanderväxtart som beskrevs av P.I. Forster. Marsdenia torsiva ingår i släktet Marsdenia och familjen oleanderväxter. Inga underarter finns listade i Catalogue of Life.